# Jonadel (manzana)
Jonadel es una variedad cultivar de manzano (Malus domestica).
Criado en 1923 por H.L. Lantz en el «Iowa Agricultural Experiment Station, Ames », dependiente de la Universidad Estatal de Iowa (Estados Unidos). Las frutas tienen una carne amarillenta firme, de textura tierna y fina con un sabor dulce subácido rico. Tolera la zona de rusticidad delimitada por el departamento USDA, de nivel 4.

## Historia
'Jonadel' es una variedad de manzana, criada en 1923 por H.L. Lantz en el «Iowa Agricultural Experiment Station, Ames », dependiente de la Universidad Estatal de Iowa (Estados Unidos). Obtenida a partir del cruce de 'Jonathan' como Parental-Madre x polen de 'Delicious' como Parental-Padre. Fue introducida en los circuitos comerciales en 1958.
'Jonadel' se cultiva en la National Fruit Collection (Colección Nacional de Fruta) de Reino Unido donde está cultivada con el número de accesión: 1963-112' y nombre de accesión: Jonadel.

## Características
'Jonadel' es un árbol pequeño, moderadamente vigoroso, con crecimiento erguido y extendido. El árbol es resistente. Portador de espolones de fructificación. Tiene un tiempo de floración que comienza a partir del 11 de mayo con el 10% de floración, para el 16 de mayo tiene una floración completa (80%), y para el 23 de mayo tiene un 90% de caída de pétalos.
'Jonadel' tiene una talla de fruto medio con altura promedio de 59,00 mm y anchura promedio de 66,00 mm; forma oblonga, contorno irregular, nervaduras medias en los lados y alrededor del ojo, y corona muy débil; epidermis con color de fondo verde amarillento, con color del sobre color a veces con un leve rubor rojo, anaranjado, con rayas superpuestas, en la cara expuesta al sol, importancia del ruginoso-"russeting" (pardeamiento áspero superficial que presentan algunas variedades) débil; pedúnculo longitud corto y de calibre grueso ubicado en una cavidad poco profunda y estrecha, con ruginoso-"russeting" en las paredes; cáliz de tamaño medio y semicerrado, colocado en una cuenca poco profunda, estrecha; pulpa de color amarillento firme, de textura tierna y fina con un sabor dulce subácido rico.
Su tiempo de recogida de cosecha se inicia a mediados de octubre. Se conserva bien durante cinco meses en frío.

## Usos
Se utiliza como una manzana de uso en fresco para postre de mesa.

## Ploidismo
Diploide. Auto estéril, para los cultivos es necesario un polinizador compatible. Grupo E Día 16.

## Susceptibilidades
Muy resistente tanto al fuego bacteriano como al mildiu.